# Municipio de San Diego La Mesa Tochimiltzingo
El Municipio de San Diego La Mesa Tochimiltzingo es uno de los 217 municipios del estado mexicano de Puebla. Su cabecera municipal es Tochimiltzingo. Se trata de uno de los municipios más pobres del estado de Puebla, y se encuentra también en la lista de los cien municipios con menor índice de desarrollo humano en México.
Es tierra del Mezcal desde hace más de 200 años, por Generaciones una de sus principales fuentes de ingreso es la elaboración de Mezcal Artesanal.